# اشتلم‌گر، اشتلم‌دیده و تماشاگر خاموش
اُشتُلُم‌گر، اشتلم‌دیده و تماشاگر خاموش (به انگلیسی: The Bully, the Bullied, and the Bystander) کتابی غیرداستانی نوشتهٔ باربارا کولوروسو است که چاپ اول آن در سال ۲۰۰۳ دربارهٔ مشکل قلدری و اشتلم‌ورزی در مدرسه و نقش‌هایی را که در این میان توسط اشتلم‌گران، قربانیان و تماشاگرانِ معمولاً خاموش آنان ایفا می‌شود، اشاره می‌کند.
این کتاب به بررسی پدیدهٔ قلدری، به‌ویژه در میان دانش‌آموزان از جمله متلک، آزار و رفتار پرخاشگرانه توسط دانش‌آموزان قوی‌تر نسبت به دانش‌آموزان ضعیف‌تر می‌پردازد و با توصیف بازیکنان کلیدی و همچنین مشکلات موجود، راه‌حل‌های ممکن در برخورد با آن‌هارا نیز بررسی می‌کند. این کتاب همچنین به نقش والدین، خود دانش‌آموزان و معلمان در چنین شرایطی و نیز آنچه که می‌تواند و باید انجام پذیرد، پرداخته‌است.
در سال ۲۰۱۰ چاپ دیگری از این کتاب با تغییرات احتمالاً تکمیلی نسبت به نسخه‌های قبلی منتشر شد. این کتاب همچنین در ایران زیر نام قلدر، توسری‌خور و تماشاچی منتشر شده که در این نوشتار به‌منظور پرهیز از توهینِ احتمالی به قربانیانِ این پدیده از آن نام استفاده نشده‌است.